# Luciano Alfieri
Luciano Alfieri (30. března 1936, Milán, Italské království – 2. února 2024, Milán, Itálie) byl italský fotbalový brankář.

## Kariéra

### Klubová
Poté, co vyrostl v mládežnickém týmu Milána, byl poslán na sezónu sbírat zkušenosti do třetiligové Siracusy. Poté se vrátil k Rossoneri a dělal dvojku Ghezzimu. Debutoval 9. března 1958 proti Juventusu (0:1), což byl jediný jeho zápas v sezoně 1957/58. Do sezony 1961/62 zůstal u Rossoneri, vždy v roli záložního brankáře a odehrál 14 zápasů ve třech sezónách (z toho 12 v samotné sezóně 1959/60). V sezoně 1961/62 vyhrál titul.
V následující sezóně odešel do druholigového Lecca, kde odehrál 22 zápasů. V sezonu 1963/64 odehrál v třetiligovém Trevisu a poté ukončil kariéru.

### Reprezentační
Za olympijskou reprezentaci odehrál všech pět utkání na OH 1960, kde obsadil 4. místo.

## Statistika

### Klubová
| Sezóna          | Klub            | Liga            | Liga   | Liga       | Ligové poháry | Ligové poháry | Ligové poháry | Kontinentální poháry | Kontinentální poháry | Kontinentální poháry | Celkem | Celkem     |
| Sezóna          | Klub            | Soutěž          | Zápasy | Obdr. Góly | Soutěž        | Zápasy        | Obdr. Góly    | Soutěž               | Zápasy               | Obdr. Góly           | Zápasy | Obdr. Góly |
| --------------- | --------------- | --------------- | ------ | ---------- | ------------- | ------------- | ------------- | -------------------- | -------------------- | -------------------- | ------ | ---------- |
| 1955/56         | Milán           | Serie A         | 0      | 0          | -             | 0             | 0             | -                    | 0                    | 0                    | 0      | 0          |
| 1956/57         | Siracusa        | Serie C         | 29     | 37         | -             | 0             | 0             | -                    | 0                    | 0                    | 29     | 37         |
| 1957/58         | Milán           | Serie A         | 1      | 1          | -             | 0             | 0             | PMEZ                 | 0                    | 0                    | 1      | 1          |
| 1959/60         | Milán           | Serie A         | 12     | 14         | -             | 0             | 0             | PMEZ                 | 1                    | 5                    | 13     | 19         |
| 1960/61         | Milán           | Serie A         | 2      | 2          | IP            | 1             | 2             | -                    | 0                    | 0                    | 1      | 2          |
| 1961/62         | Milán           | Serie A         | 0      | 0          | IP            | 0             | 0             | PVP                  | 0                    | 0                    | 0      | 0          |
| Celkem za Milán | Celkem za Milán | Celkem za Milán | 15     | 17         | -             | 1             | 2             | -                    | 1                    | 5                    | 17     | 24         |
| 1962/63         | Lecco           | Serie B         | 22     | 24         | -             | 0             | 0             | -                    | 0                    | 0                    | 22     | 24         |
| 1963/64         | Treviso         | Serie C         | 24     | ?          | -             | 0             | 0             | -                    | 0                    | 0                    | 24     | ?          |
| Celkově         | Celkově         | Celkově         | 90     | 78+        | -             | 1             | 2             | -                    | 1                    | 5                    | 92     | 85+        |

### Reprezentační

#### Statistika na velkých turnajích
| Reprezentace | Rok     | Zápasy              | Zápasy | Zápasy         | Zápasy           | Zápasy           | Zápasy   |
| Reprezentace | Rok     | Fáze turnaje        | Datum  | Soupeř         | Odehraných minut | Vstřelené branky | Výsledek |
| ------------ | ------- | ------------------- | ------ | -------------- | ---------------- | ---------------- | -------- |
| Itálie       | OH 1960 | 1. zápas ve skupině | 26. 8. | Tchaj-wan      | 90               | 0                | 4:1      |
| Itálie       | OH 1960 | 2. zápas ve skupině | 29. 8. | Velká Británie | 90               | 0                | 2:2      |
| Itálie       | OH 1960 | 3. zápas ve skupině | 1. 9.  | Brazílie       | 90               | 0                | 3:1      |
| Itálie       | OH 1960 | Semifinále          | 5. 9.  | Jugoslávie     | 120              | 0                | 1:1      |
| Itálie       | OH 1960 | O 3. místo          | 9. 9.  | Maďarsko       | 90               | 0                | 1:2      |

## Úspěchy

### Klubové

#### Národní
- vítěz italské ligy (1x)

Milán: 1961/62

### Reprezentační
- 1x na OH (1960)